# Uganda ai Giochi della XXXI Olimpiade
L'Uganda ha partecipato ai Giochi della XXXI Olimpiade, che si sono svolti a Rio de Janeiro, Brasile, dal 5 al 21 agosto 2016, con una delegazione di 21 atleti impegnati in tre discipline: atletica leggera, nuoto e pugilato. Portabandiera alla cerimonia di apertura è stato il nuotatore diciannovenne Joshua Tibatemwa.
Si è trattato della quindicesima partecipazione di questo paese ai Giochi. Non sono state conquistate medaglie.